# Hugo Distler (Eiskunstläufer)
Hugo Distler war ein österreichischer Eiskunstläufer, der im Einzellauf startete.
Er wurde 1927 in Wien Vize-Europameister hinter seinem Landsmann Willy Böckl und vor seinem Landsmann Karl Schäfer. Bei der Europameisterschaft 1931, erneut in Wien, wurde er Dritter hinter Karl Schäfer und Ernst Baier. Seine einzige Weltmeisterschaftsmedaille errang er 1928 in Berlin, als er hinter Willy Böckl und Karl Schäfer Bronze gewann.

## Ergebnisse
| Wettbewerb / Jahr               | 1924 | 1925 | 1926 | 1927 | 1928 | 1929 | 1930 | 1931 | 1932 |
| ------------------------------- | ---- | ---- | ---- | ---- | ---- | ---- | ---- | ---- | ---- |
| Weltmeisterschaften             |      |      |      |      | 3.   | 5.   |      | 4.   |      |
| Europameisterschaften           |      |      | 7.   | 2.   |      |      |      | 3.   | 4.   |
| Österreichische Meisterschaften | 3.   |      |      |      | 3.   |      | 2.   | 2.   |      |

| Personendaten    | Personendaten                        |
| ---------------- | ------------------------------------ |
| NAME             | Distler, Hugo                        |
| KURZBESCHREIBUNG | österreichischer Eiskunstläufer      |
| GEBURTSDATUM     | 19. Jahrhundert oder 20. Jahrhundert |